# Juan de Jáuregui y Aguilar

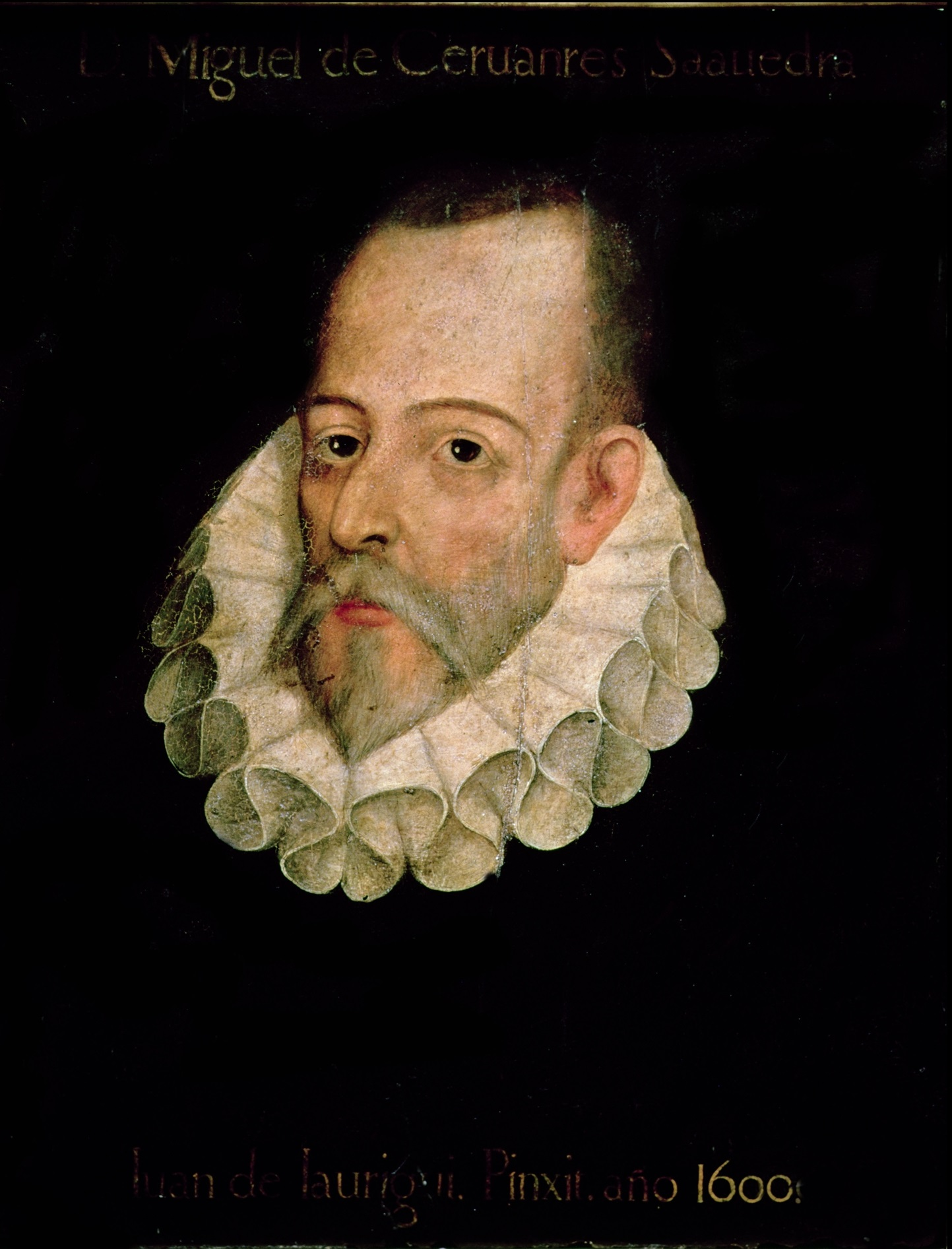
Suposat retrat de Miguel de Cervantes Saavedra, atribuït a Juan de Jáuregui, Reial Acadèmia Espanyola.

Juan de Jáuregui y Aguilar (Sevilla, 24 de novembre de 1583 - Madrid, 11 de gener de 1641) va ser un poeta, erudit, pintor i teòric literari espanyol del segle d'or espanyol.

## Pares
Els seus pares van ser el riojà Miguel Martínez de Jáuregui, caballero veinticuatro de Sevilla, i Isabel Hurtado de la Sal. El pare era d'origen hidalgo i d'ascendència basca (fill de Martín Martínez de Jáuregui, natural de Bergara) i la mare pertanyia a l'oligarquia comercial sevillana. Alguns anys després del naixement de Juan de Jáuregui, el seu pare, acabalat carregador a Índies, va adquirir el senyoriu de Gandul i Marchenilla.

## Nom
És comú trobar en fonts biogràfiques actuals a Juan de Jáuregui citat amb els cognoms Martínez de Jáuregui y Hurtado de la Sal quan ni ell ni cap font de l'època va utilitzar aquests cognoms. El seu cognom patern sí que era efectivament Martínez de Jáuregui, però ell va utilitzar la forma abreujada Jáuregui; així apareix en les portades dels seus llibres. El cognom de la seva mare era de la Sal (era en efecte filla de Lucas de la Sal) però va anteposar l'Hurtado perquè havia heretat un important patrimoni d'un oncle seu que tenia aquest cognom. Juan de Jáuregui va prendre com a segon cognom l'Aguilar d'una de les seves àvies. Això era alguna cosa normal en una època en la qual no estava regulat l'ús i transmissió dels cognoms, per la qual cosa fins i tot és relativament freqüent trobar en documents anteriors al segle xix fills legítims dels mateixos pares que amb cognoms diferents. En el cas de Juan de Jáuregui y Aguilar, el fet de no usar els cognoms de la seva mare també es pot explicar per les sospites d'ascendents conversos en la família d'aquesta, com es desprèn de les recerques efectuades en les proves d'ingrés en l'Orde de Calatrava de diversos membres de la família Jáuregui. Per tant, és totalment incorrecte nomenar el personatge com a Juan Martínez de Jáuregui y Hurtado de la Sal.

## Vida
Fou el cinquè de deu germans, entre els quals el gran, Martín de Jáuregui, va heretar el senyoriu de Gandul i Marchenilla i igual que el seu pare també va ser regidor de Sevilla. Només se saben coses de la seva joventut per les al·lusions que conté el seu discurs Art de la pintura, segons el qual va fer diversos viatges a Itàlia i va estar a Roma, molt probablement per formar-se com a pintor. Enemic de Francisco de Quevedo (cap a 1632, perquè Quevedo va atacar al sevillà amb menyspreu en La Perinola) i de Luis de Góngora, va mantenir no obstant això amistat amb Miguel de Cervantes, el retrat del qual va pintar.
Es va casar forçadament el 27 de febrer de 1612 amb Mariana de Loaysa després de vèncer algunes dificultats per les quals fins i tot va estar pres el 1611 (aguell any va comparèixer davant notari per haver estat denunciat al vicari general de Madrid per incompliment de promesa de matrimoni per les querellants donya Mariana de Loaysa i la seva mare, Aldonza de Vargas); per fi es va celebrar la cerimònia religiosa el 18 de gener de 1614.
Va participar en diverses justes poètiques, el 1616, i ja a Madrid, el 1620, amb motiu de la beatificació de Sant Isidre, o en la convocada per la Companyia de Jesús el 1622 per commemorar la canonització de Sant Francesc Xavier, i en la majoria va obtenir premi. Va ser nomenat caballerizo de la reina donya Isabel de Borbó el 1626, i el 1639 va obtenir l'hàbit de l'Orde de Calatrava.
Va morir el gener de 1641, deixant en impremta la seva traducció, bastant lliure, de la Farsalia de Lucào, que només veuria la llum el 1684. Va ser enterrat a la capella de La nostra Senyora de la Bona Ventura, al Convent de San Basilio de Sevilla.

## Pintor

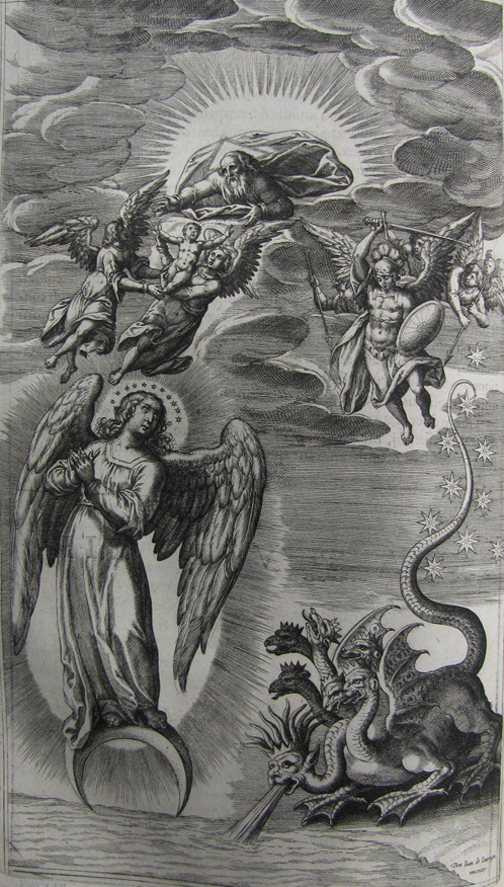
La dona de l'Apocalipsi, il·lustració de la Vestigatio arcani sensus in Apocalypsi del jesuïta Luis del Alcázar.

Com a pintor va merèixer l'elogi que figura al Llibre dels retrats del pintor Francisco Pacheco, sogre de Velázquez i a L'art de la pintura té frases d'elogi per a Jáuregui:
Pues don Iuan de Xauregui, notorio es a todos que con virtuosa emulación a grangeado aventajado lugar.
Vera y Mendoza en diu:
El Piromirandulano de estos tiempos, don Juan de Jáuregui, es el honor de Sevilla, como Virgilio de Mantua, etc.
Los extranjeros Durero, Ticiano y Rubens y acá, dentro de casa, los Jáuregui, los Velázquez, los Murillos y los Herreras.
No obstant això molt poc es conserva de la seva obra pictòrica: els retrats d'Alfonso de Carranza i Lorenzo Ramírez de Prado…, les estampes de l'obra del jesuïta Luis del Alcázar titulada Vestigatio arcani sensus in Apocalypsi (Anvers, 1619) i algunes calcografies interessants.
El seu nom sonava associat amb altres pintors de l'època com ara Francisco Pacheco, Pablo de Céspedes o Antonio Mohedano, que eren també escriptors i amb els quals va col·laborar per redactar el Memorial informatorio por los pintores (Madrid, 1629).

### El retrat de Cervantes
Al pròleg a les seves Novelas ejemplares Cervantes diu clarament que Jáuregui el va pintar: "...pues le diera mi retrato el famoso don Juan de Jáurigui" (sic). Aquesta pintura està perduda. Hi ha hagut una infinitat d'intents d'identificar el retrat perdut amb algun que encara existeix, i ha tingut més èxit el que apareix en aquest article, però ni els historiadors de l'art ni els cervantistes accepten aquest o un altre com a autèntic o documentat.

## Obra literària
Es va distingir en les seves obres de preceptiva sobre el culteranisme de Góngora, contra qui va publicar l'Antídot contra les Solituds i el Discurso poético contra el hablar culto y estilo obscuro (Madrid, 1624). Es tracta d'un discurs impersonal i abstracte, molt educat i doctrinal, enfront del verí que posseeixen altres assajos contra el gongorisme. Malgrat tot, els defensors de Góngora el van atacar amb un  Examen del antídoto o Apología de las Soledades, escrit tal vegada per Angulo y Pulgar; no obstant això, Jáuregui era tan moderat en les seves crítiques que fins i tot va arribar a escriure una defensa del gongorisme quan va defensar un dels seus seguidors, el molt rebuscat i culte predicador Fra Hortensio Paravicino, retratat pel Greco, en el seu opuscle Apología por la verdad (1625); el famós predicador i poeta havia estat objecte d'una anònima i duríssima censura per un Panegíric en què elogiava el difunt Felip III.
En una primera època Jáuregui es mostra com a poeta italianitzant (al cap i a la fi va estar-se a Roma) seguint la tradició petrarquista tal com l'havia estatuït el seu contemporani i coterrani Fernando de Herrera, però acaba sent un poeta culterà i així es mostra en el seu poema Orfeu (1624), que va suscitar alguns comentaris de Lope de Vega i la publicació d'un Orfeu en llengua castellana el mateix any per Juan Pérez de Montalbán. Aquest culteranisme subsisteix en la seva traducció de la Farsalia de Lucà en octaves reials. Va traduir també en vers blanc la Aminta de Torquato Tasso el 1607, versió de la qual va dir Cervantes que era tan perfecta, que no se sabia quin era la traducció i quin l'original. En les seves Rimes inclou també algunes traduccions d'Horaci, Marcial i Ausoni.
La principal compilació de les seves obres poètiques es va publicar amb el títol de Rimes a Sevilla, 1618; conté traduccions i poemes profans i sacres escrits amb una gran elegància i selecció formal. De nou va ser reimpresa per l'il·lustrat Pedro Estala en la seva col·lecció de clàssics espanyols a finals del segle xviii, amb un pròleg crític. Va escriure a més una sàtira dramàtica no representable, El retret (1635).

## Obres publicades
- Aminta (1607) (traducció)
- Rimas (1618)
- Discurso poético contra el hablar culto y oscuro (1624)
- Antídoto contra la pestilente poesía de las Soledades (1624)
- Apología por la verdad (1625)
- Orfeo (1624)
- Pharsalia (1684)